# Carmen Trustée
Carmen Trustée (* 16. Juli 1948) ist eine kubanische Leichtathletin, die in den frühen 1970er Jahren als Läuferin über 400 und 800 Meter erfolgreich war. Sie ist 1,62 m groß und wog in ihrer aktiven Zeit 52 kg.

## Leistungen
Carmen Trustée gewann bei drei internationalen Veranstaltungen Medaillen:
- Panamerikanische Spiele 1971 in Cali: Silber über 400 m in 52,89 s hinter Marilyn Neufville (Gold in 52,34 s) und vor Yvonne Saunders aus Jamaika (Bronze in 53,13 s)
- Zentralamerika- und Karibik-Spiele:
  - 1970 in Panama-Stadt: Gold über 400 m in 52,5 s vor ihrer Landsfrau Aurelia Pentón in 54,3 s; Gold über 800 m in 2:14,8 min vor Lucia Quiroz aus Mexiko (Silber in 2:15,8 min)
  - 1974 in Santo Domingo: Silber in 52,91 s hinter Aurelia Pentón (Gold in 52,27 s)
- Universiade:
  - 1970 in Turin: Silber über 400 m in 53,5 s hinter Maria Sykora aus Österreich (Gold in 52,8 s);
  - 1973 in Moskau: Bronze über 400 m in 53,44 s hinter Nadeschda Kolesnikowa aus der Sowjetunion (Gold in 52,04 s) und Judy Canty aus Australien (Silber in 52,82 s)

Carmen Trustée nahm an den Olympischen Spielen 1972 in München über 400 Meter teil. Sie gewann ihren Vorlauf in 52,80 s, trat zum Zwischenlauf jedoch nicht mehr an. Die kubanische 4-mal-400-Meter-Staffel, in der sie nicht zum Einsatz kam, schied als Vorlauffünfte in 3:32,44 min aus.